# Heiztechnik
Die Heiztechnik dient der Erzeugung von Wärme in geschlossenen Räumen. Die Heiztechnik umfasst die Heizungstechnik im eigentlichen Sinne (Technik der Heizungen) und den gesamten Anlagenbau der Wärmeverteilung (als Teil der Haustechnik) sowie die Versorgung mit Brennstoffen.

## Heizungssystem, Heizungsanlage, Übergangsformen der Haustechnik
Der Begriff Gebäudeheizung selbst umfasst dabei die Heizungssysteme (Heizsysteme, Konstruktionen der Wärmeübertragung und Verfahren des Heizens) und die Heizungsanlagen (konstruktive Umsetzung der Heizsysteme, heiztechnische Anlage). Die Heizungsanlage ist die Gesamtheit aus den Anlagenkomponenten Feuerung (Wärmequelle, Feuerungstechnik im Speziellen), Heizkreis (Wärmeleitungssystem), Heizkörpern und Heizflächen (Wärmeverteilungssystem) und deren Regelungs- und Steuerungstechnik.
Die Heizungstechnik im Allgemeinen umfasst dann weitere Aspekte wie die Wärmeverteilung über die Raumluft. Eng verwandt mit der Heiztechnik sind die Kühltechnik, die Lufttechnik und die Warmwassertechnik. Kühltechnik ist die „Erzeugung“ von Kälte. Der Überbegriff ist Klimatechnik als Gesamtheit der Regelung der Innentemperatur und Luftfeuchtigkeit auf Zielwert. Die Lufttechnik oder Lüftungstechnik umfasst neben thermischen und hygrostatischen Aspekten primär die Frischluftzufuhr (Sauerstoffversorgung und Geruchsabtransport) für das allgemeine Raumklima. Die Warmwassertechnik stellt temperiertes Brauchwasser zur Verfügung – in Kombination mit der Heizanlage oder unabhängig von ihr.
Eine Sonderform ist die bauteilintegrierte Heiztechnik, die als junge Form der Heiztechnik keine konstruktive Trennung in Haustechnik und Bauliches erfordert (etwa wandintegrierte Strahlungsheizungen).
Überschneidungen bestehen auch zur Solarthermie und zur Fernwärmetechnik.

## Übersicht über die Gebäudeheizungssysteme
Die Gebäudeheizung wird unterschieden
- nach Energieträger:
  - Gasheizung
  - Kohleheizung
  - Ölheizung
  - Holzheizung
    - Pelletheizung
    - Hackschnitzelheizung

  - Elektroheizung
    - Nachtspeicherheizung
    - Wärmepumpenheizung
- nach Ort von Wärmeerzeugung und Verbrauch
  - Zentralheizung
  - Etagenheizung
  - Fernheizung

## Normen und Standards, Literatur
Standardwerke des Deutschsprachigen:
- Hermann Recknagel, Eberhard Sprenger, Ernst-Rudolf Schramek (Hrsg.): Taschenbuch für Heizung und Klimatechnik. 2009/10 mit DVD. 74. Auflage. Oldenbourg Industrieverlag, 2009, ISBN 978-3-8356-3134-2.
Standardwerk, „Der Recknagel“: stets Stand der Technik, die Basis dessen, was heute in der Heizungs-, Lüftungs- und Klimatechnik (einschließlich Warmwasser- und Kältetechnik) machbar ist; 2300 Seiten[1]
- DIN Deutsches Institut für Normung e. V. (Hrsg.): Heiztechnik – Sicherheitstechnik – Normen, Technische Regeln, Gesetze. DIN-Taschenbuch 130, Ausgabe 2008-02. 6. Auflage. Beuth Verlag, Berlin 2008, ISBN 978-3-410-16346-6 (Detailanzeige, beuth.de).
Sicherheitstechnik in Heizungsanlagen in übersichtlicher Form;[1] für Deutschland, aber auch allgemeiner Stand der Technik: Umfasst DIN 4750:1993-02; DIN 4753-1:1988-03; DIN 4754:1994-09; DIN 4755:2004-11; DIN 4759-1:1986-04; DIN 4788-1:1977-06; DIN EN 88:1996-08; DIN EN 161:2007-04; DIN EN 226:1988-06; DIN EN 267:1999-11; DIN EN 676:2003-11; DIN EN 806-1:2001-12; DIN EN 12171:2002-08; DIN EN 12828:2003-06 Heizungssysteme in Gebäuden – Planung und Installation von Warmwasser-Heizungsanlagen (zentrale Norm); DIN EN 12953-6:2002-08; DIN EN 12953-7:2002-08; DIN EN 12953-8:2002-04; DIN EN 14597:2005-12 (entsp. TRD 721 Sicherheitsventile); DIN EN 15035:2007-05[2]
- E. Memmert: Praxishandbuch Heiztechnik – DIN-Normen, Gesetze, Technische Regeln, Verordnungen 2008-04. Normen-Handbuch mit CD-ROM. Hrsg.: DIN. 2. Auflage. Beuth, 2008, ISBN 978-3-410-16803-4 (Detailanzeige, beuth.de).
für Deutschland: Überblick über die wichtigsten technischen Regeln auf dem Gebiet der Heiztechnik. Gegenüber der Vorgängerausgabe enthält 10 Neuausgaben; die beigefügte CD enthält die Neufassungen der Muster-FeuVO (2005) und der EnEV (2007)
für Deutschland: Branchenanalyse der deutschen Heiztechnikhersteller aus dem Jahr 2016 (wirtschaftliche Entwicklung, Beschäftigungsentwicklung, Markttrends, Innovationstrends). Bearbeitung: IMU Institut Stuttgart, Auftraggeber Hans-Böckler-Stiftung & IG Metall.
- Dietrich Schlapmann: Heizung, Luft- und Klimatechnik. Gentner Taschen Fachbuch 2008. Gentner, 2007, ISBN 978-3-87247-696-8.
Nachschlagewerk für Architekten, Planer, Installateure, Baubehörden und Anlagenbetreiber bei der Auslegung, Planung, Vergabe und Installation von heiz- und raumlufttechnischen Anlagen[1]
- Ruth L. David, Jan de Boer, Hans Erhorn, Johann Reiß, Lothar Rouvel, Heiko Schiller: Heizen, Kühlen, Belüften & Beleuchten. Hrsg.: Weiß, Wenning. 2. unveränd. Auflage. Fraunhofer Irb Verlag, 2009, ISBN 978-3-8167-7937-7.
Bilanzierungsgrundlagen zur DIN V 18599 / EU-Richtlinie Gesamtenergieeffizienz von Gebäuden 2002
- Erich Draxler, Norbert Kleeber: Handbuch zur Berechnung der Heizlast in Gebäuden. ON-V 58:2007 08 01. Austrian Standards plus, Wien 2007, ISBN 978-3-85402-096-7.
mit Bezug auf ÖNORM EN 12831 und ÖNORM H 7500; stellt das neue Berechnungsverfahren [der EU-Richtlinie] vor und erläutert anhand eines einfach nachvollziehbaren Beispiels die korrekte Vorgangsweise[1]
- Achim Trogisch, Michael Günther: Planungshilfen bauteilintegrierte Heizung und Kühlung. C.F. Müller, 2008, ISBN 978-3-7880-7808-9.
grundlegende und umfassende Einführung, die theoretische, praktische und planerische Aspekte des Themas umfasst[1]